# 神経科学研究所
神経科学研究所(Neurosciences Institute, NSI)は、ノーベル賞受賞者のジェラルド・エーデルマンが設立した神経科学の研究所。人間の高次の脳機能に関する研究を行っている。

## 歴史
1981年、ロックフェラー大学のキャンパス内に独立の研究所として設立された。のちに本拠地をカリフォルニアのサンディエゴに移した。

## 人物
- ユージン・イジケヴィッチ - 2000年～
- ジュリオ・トノーニ - 1990年～2000年

## 画像

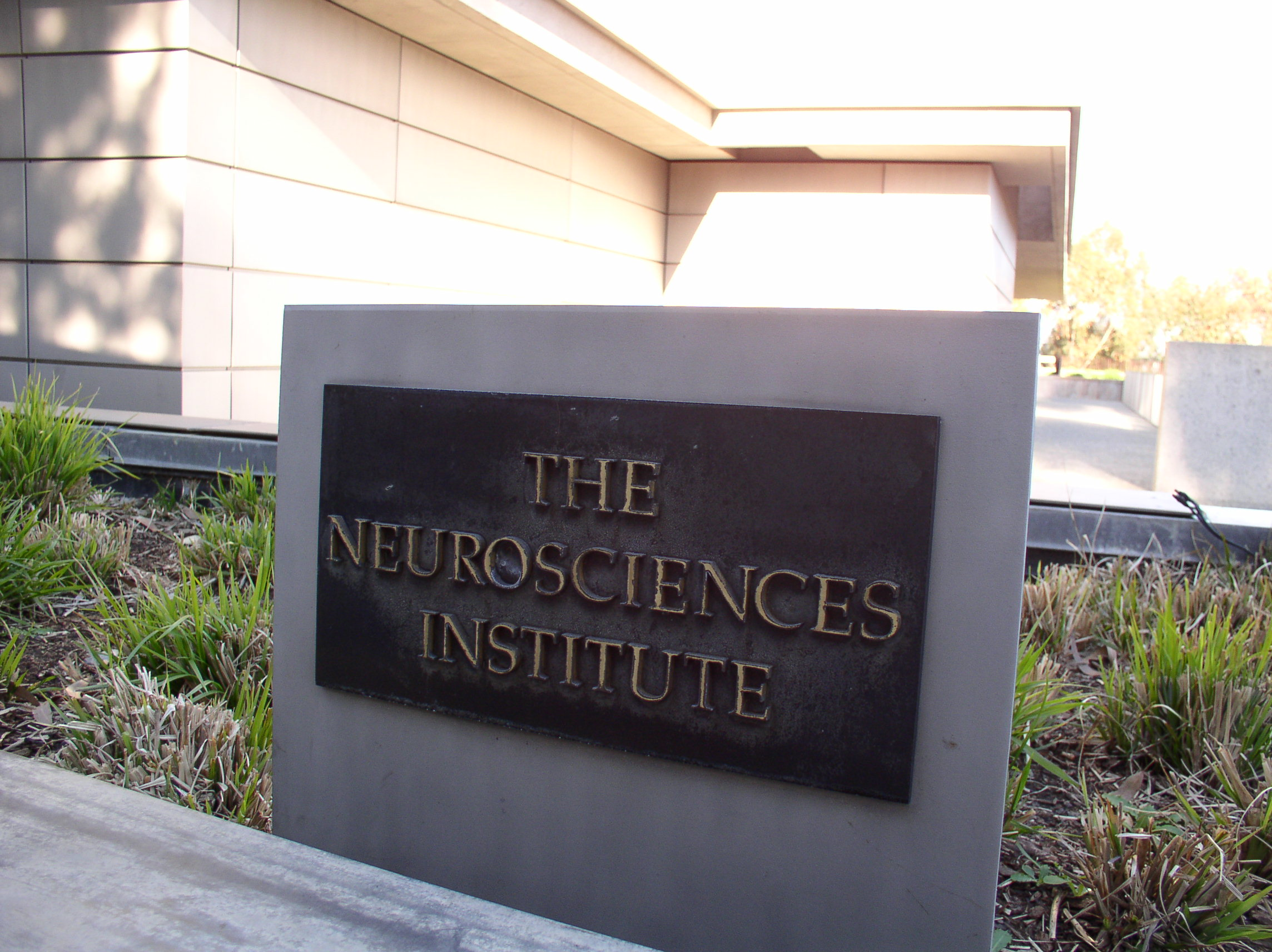
入り口の看板
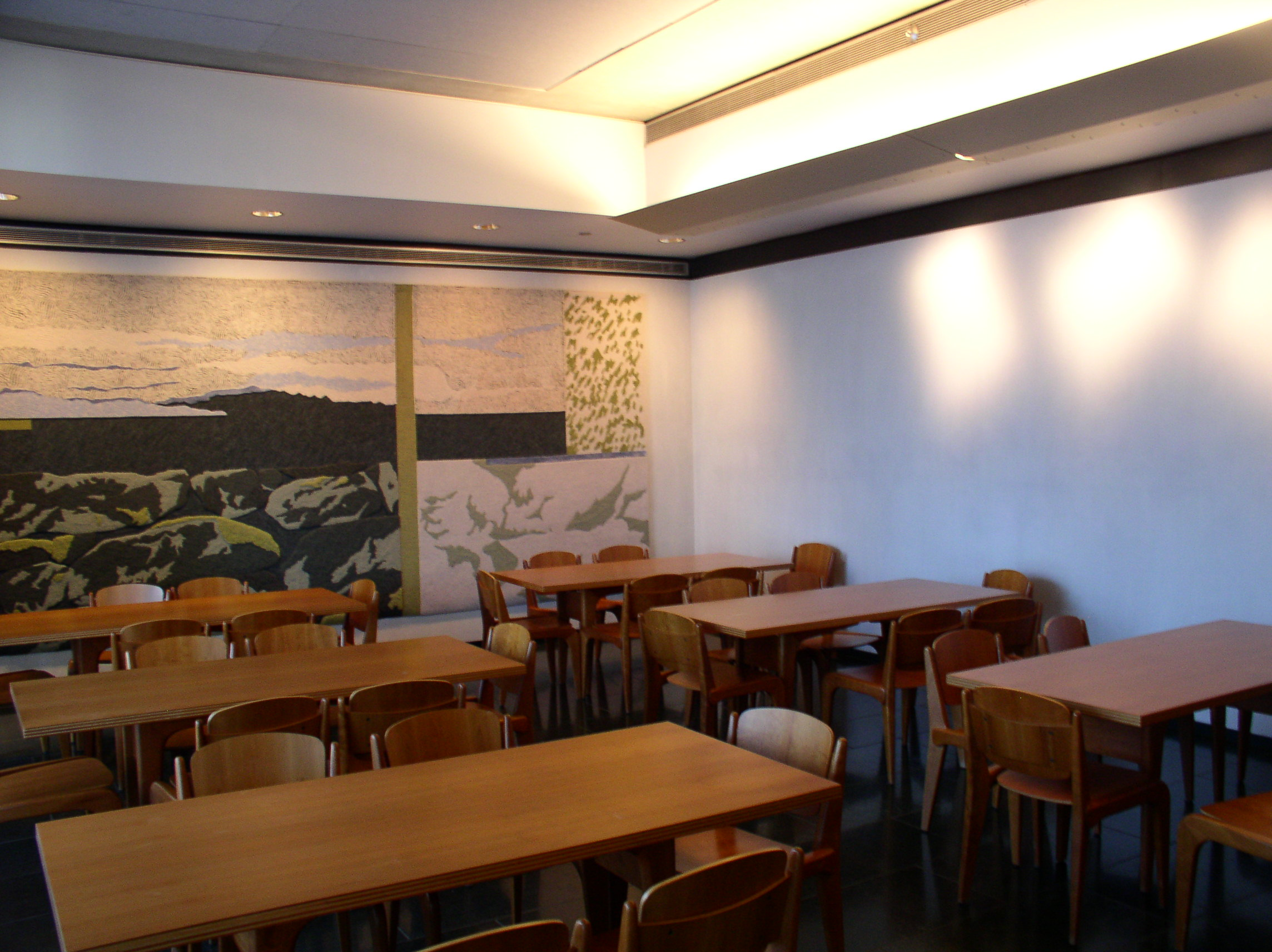
カフェテリア
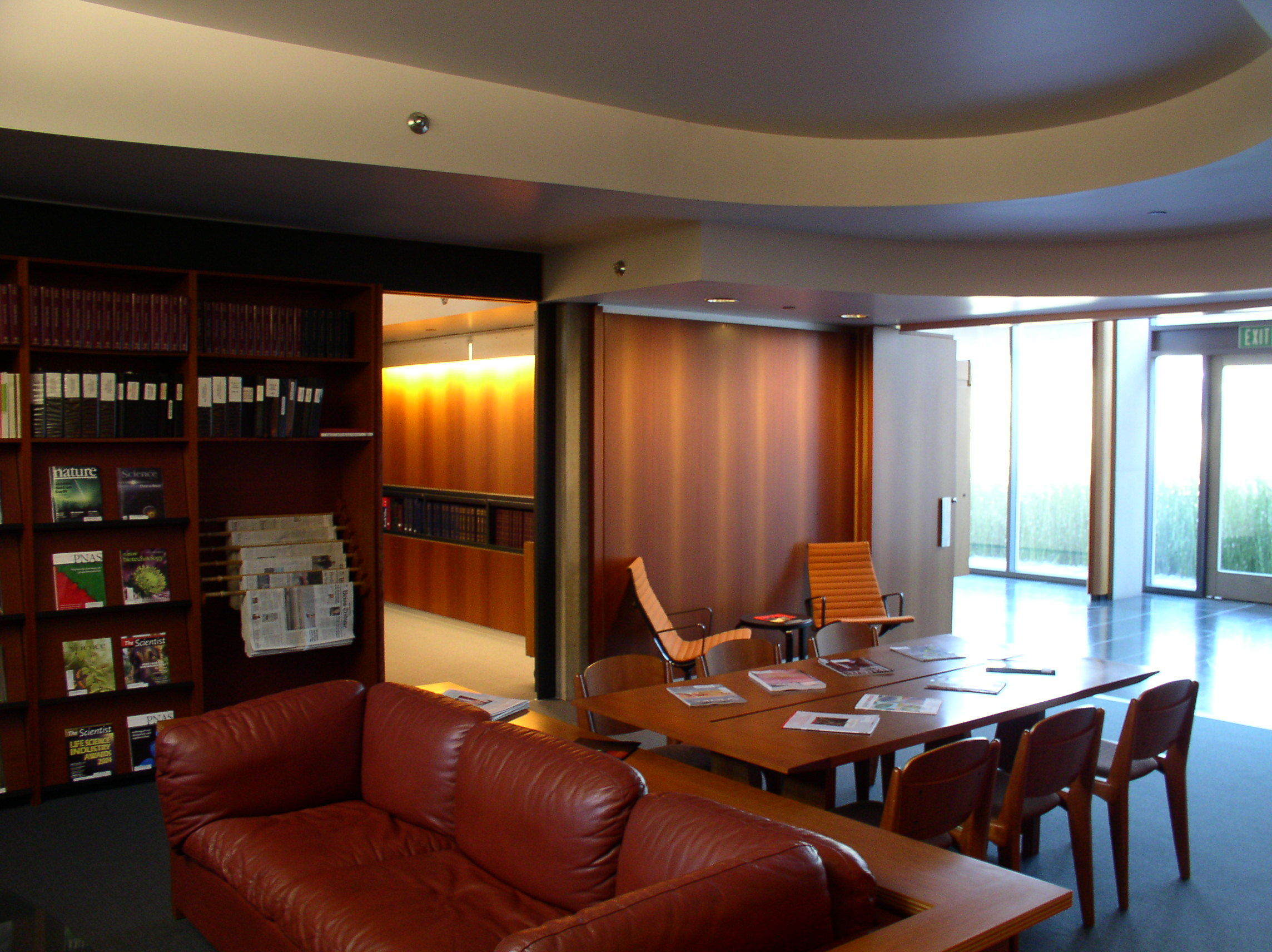
図書室